# Bataille de Leucate
Guerre de Trente Ans
Batailles
La bataille de Leucate (28 septembre 1637) est un des combats de la guerre de Trente Ans entre la monarchie catholique espagnole et le royaume de France. Elle a vu une victoire française sur les Espagnols. Il s'agit en fait d'un siège marqué par l'échec des assaillants espagnols.

## Antécédents
Dans le cadre de la guerre de Trente Ans entre la Monarchie Hispanique et la France qui avait commencé en 1635 avec la prise d'Oristano en Sardaigne, la bataille des Avins et la bataille des îles de Lérins en 1635, le front péninsulaire n'avait été l'objet que de rencontres sans importance. Malgré un premier plan d'attaque au-delà des Pyrénées, préparé en 1636 pour faciliter l'offensive principale depuis les Flandres, l'offensive cependant n'a été possible qu'en 1637. Ainsi il a été considéré approprié d'entrer en France par le Roussillon et de réaliser une diversion en faveur des théâtres de guerre plus importants comme ceux des Pays-Bas ou d'Italie.
Pendant ce temps, les Français avaient réparé le château de Leucate et les passages frontières, y concentrant de l'infanterie et de la cavalerie de manière suffisante pour attaquer le Roussillon, de sorte que les Espagnols ont décidé de renforcer Perpignan et Salses avec des troupes.

## L'armée espagnole d'invasion
Au milieu de 1637, l'armée régulière commandée par Gerardo de Cervellón y Mercader, le baró d'Orpesa, était réunie, et était composée de forces régulières d'un total de 14 000 fantassins, 2 000 cavaliers, 34 canons et 14 mortiers : 
- Régiment du Comte-Duc (Maître de Camp le Marquis de Mortara),
- Régiment du Comte d'Orpesa (Mestre de Camp Diego de Zuñiga),
- Régiment de l'Amiral de Castilla
- Régiment du Comte de Aguilar
- Régiment du Marquis de la Guardia
- Régiment du Comte de Fuensaldaña
- Tercio majorquin de Francisco de Espejo
- Au moins 15 compagnies de cavalerie (une bonne partie d'entre elles faisaient partie des Guàrdies de Castella) : Comte-Duc, Comte de Bustamante, Comte de Peño en Rostro, Comte d'Aguilar, Comte de Colmenar, Duc de Ciudad Real, Fadrique Enriquez, Francisco Marino, Pedro Antonio de Jullio, Juan de Terraza, Pedro Antonio de Solís, Bernardo de Soler, Luis Gaitán, Andrés Afilo Marino i Pedro Royo.

Pour aider l'armée, il a été décidé de disposer de contingents des milices catalanes suivant l'usage princeps namque selon l'édit que Enric III d'Empúries (ca), duc de Cardona et vice-roi de Catalogne, a promulgué le 13 juin, mais immédiatement rejeté publiquement par une partie des institutions comme étant une contrefaçon avec deux motifs de fonds : l'usage avait été invoqué par le Vice-roi et non par le Roi présent en personne dans le Principat, et deuxièmement, il n'y avait pas de guerre dans le Principat.
Malgré l'opposition générale, on a commencé à former quelques compagnies de milices catalanes pour participer en l'entreprise. Le 8 août, Gérone a fourni une compagnie de 90 hommes commandée par Galceran de Cartellà, Baró de Falgons pour servir durant 3 mois dans la campagne. Ainsi quand l'armée a commencé la campagne, il n'y avait pas de troupes catalanes en son sein. Postérieurement une fois connue la réaction française, se sont ajoutées les troupes suivantes :
- Compagnie de la Ville d'Olot et Comte de Peralada avec 400 hommes
- Tercio de 500 hommes payés durant 3 mois par le Conseil des Cent de Barcelone.

## Le siège de Leucate
Le 27 août arrivent à la forteresse de Leucate 12 000 fantassins et 1 300 cavaliers avec un train d'artillerie composé d'au moins 37 canons (14 d'entre eux de 40 livres) et 4 mortiers. Le 29 août, l'armée commence ses attaques sur le village de Leucate. 
La garnison française de la place était commandée par Hercule Boursier de Barri, seigneur de Barri, gouverneur du fort avec 110 soldats. Hercule Boursier de Barri mobilise de suite 60 habitants du village de Leucate dans la place et décide de défendre le village pour permettre l'arrivée de renforts au secours de la garnison. Il détache deux compagnies du régiment de Languedoc sous le commandement du Sieur de Clermont, Guyon de Touchebœuf, et, grâce à leur résistance, Leucate a pu être renforcée par un millier d'hommes. Finalement, le village a été occupé et incendié le 2 septembre. Tout de suite commence le siège du fort. Gerardo de Cervellón y Mercader essaie d'acheter les combattants avec 5 000 écus en main et 6 000 pour la vie à la condition que soit livré le château, offre qui a été repoussée.

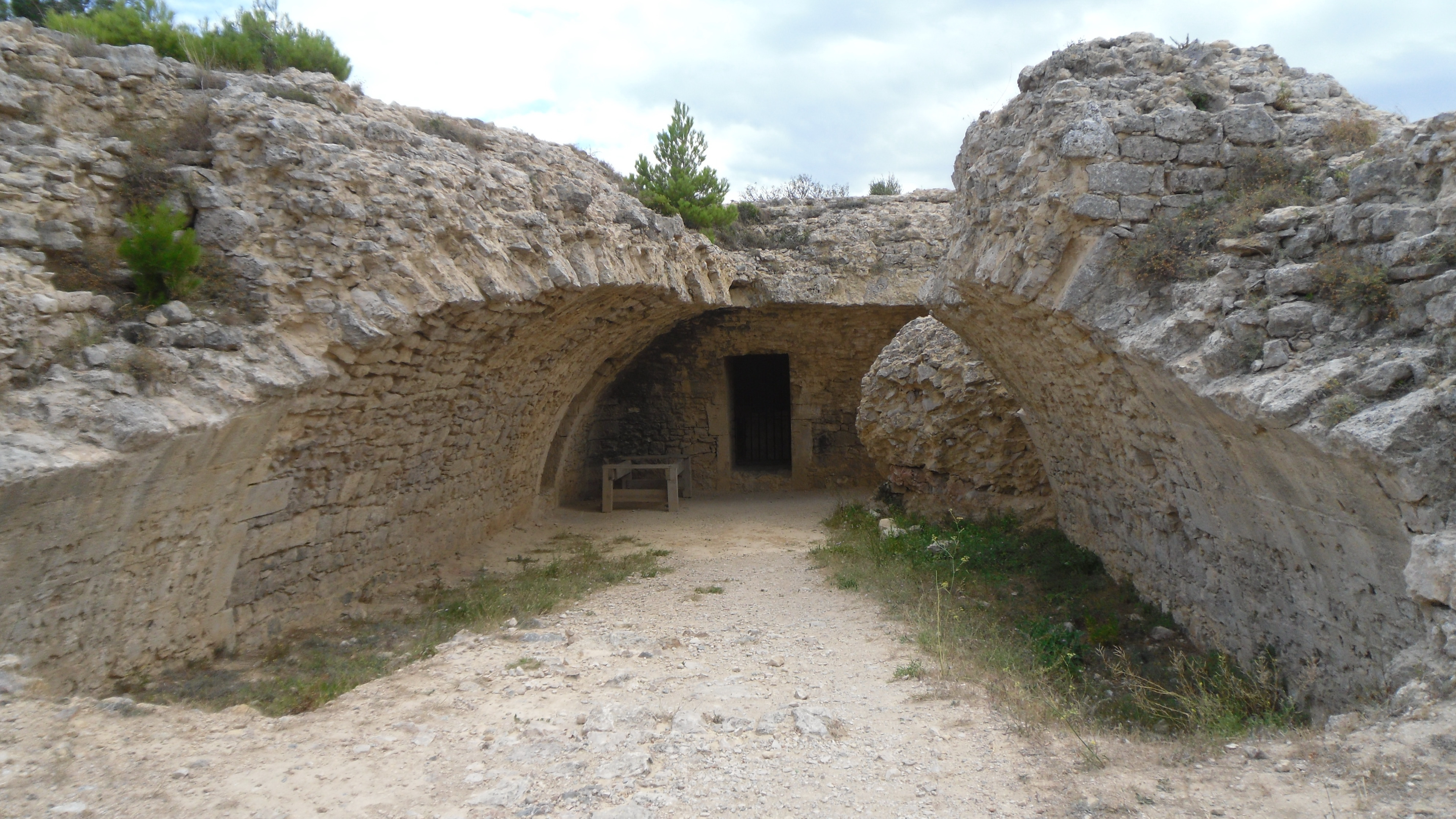
Ancien fort.

Pendant ce temps, l'armée castillane construit les fortifications de son camp, élevant une muraille de 6 pans de haut et construisant 2 forts. Le fort principal s'appelait Cervellon et était situé au bord de l'étang. Au bord de la Méditerranée, il y avait le fort de la Guàrdia. L'armée a aussi construit 3 batteries qui battaient la place avec environ 400 ou 500 projectiles chaque jour. 
La réaction française a été rapide : d'une part, le 11 septembre, on a convoqué les milices du Languedoc, d'autre part on a mobilisé les forces qui, sous le commandement d'Henri de Lorraine-Harcourt, venaient de reconquérir les îles de Lérins. Ces forces se sont ajoutées aux réguliers de Charles de Schomberg, le duc d'Hallwin, formés par le régiment du Languedoc et ses gentilshommes de cavalerie.
Pendant que se rassemblent ces troupes, la cavalerie espagnole a saccagé le pays jusqu'aux portes de Narbonne. Cependant, la rareté des vivres dans la place devenait aigüe et de plus, ses bastions externes étaient progressivement détruits. La prise du fort était présentée en Espagne comme faite.

## L'armée française de secours
Le total des forces réunies par l'armée française était de 20 000 hommes et 4 000 chevaux. Les forces, qui ont été amenées par Henri de Lorraine-Harcourt, étaient composées de six régiments d'infanterie : Harcourt, Vitry, Les Galères, Les Iles, Castrevieille et Clermont. 
Les milices du Languedoc étaient :
- Six régiments d'infanterie : Ville et diocèse de Nîmes (1 200 hommes disponibles le 15 septembre), Duc de Roussillon nouvellement recruté (appelé aussi de Tournon), Marquis de Mirepoix, Baron de Merviel, Saint-André et Ganges
- Neuf compagnies de cavalerie : Marquis de Mirepoix, Comte d'Aubijoux, Comte de Crussol, Baron de Léran, Baron de Mauléon, Baron de Magalas, Baron de Bérat, Baron de Cauvisson et Baron d'Espondeilhan
- 400 hommes recrutés par l'évêque de Montpellier et 200 hommes recrutés par l'évêque de Nîmes
- Les hommes recrutés de Montgallard
- Deux compagnies de dragons de la ville de Toulouse
- Deux compagnies de chevau-légers : une de la ville de Montpellier et une de la ville de Nîmes
- Une compagnie de gentilshommes de l'évêque d'Albi avec 50 chevaux
- Les gentilshommes du Marquis d'Ambres avec 150 chevaux

## La bataille
Le 28 septembre, une fois l'armée française arrivée devant le camp espagnol, elle l'étudie avec attention. La supériorité dans le domaine de l'artillerie des Castillans était notable, car entre 15 et 20 canons protégeaient les accès extérieurs au camp. En revanche, les Français disposaient de canons des galères fournis par l'amiral Henri d'Escoubleau de Sourdis. Pour cette raison, il est décidé en conseil de guerre d'attaquer le camp espagnol de nuit et en cinq endroits différents.
Dans la soirée, l'assaut débute. Du côté du pont (à la droite) attaquent les régiments de Saint-Aunetz, Narbonne, Béziers et du diocèse de Castres, la compagnie des volontaires du Sieur de Lairan et la compagnie des mousquetaires à cheval de Toulouse, commandée par le Sieur de Calvet. De l'autre côté, à gauche, du côte de l'étang, le régiment du Languedoc, celui de Mirepoix et ceux commandés par les Sieurs de Jonquières et de Cauvisson avec 150 Gentilshommes commandés par le Marquis d'Ambre et 50 maîtres de la compagnie du Comte de Cramail. À sa droite, le régiment de Saint-André soutenu par celui de Nîmes et celui de Castres et la compagnie des gendarmes du Duc d'Hallwin commandée par le Comte de Bioule et par 50 ou 60 gentilshommes commandés par le Sieur de Clermont-Sessac. À sa droite se trouvait le régiment de Castelan, soutenu par les régiments de Montpellier et de Carcassonne et cent gentilshommes de la cornette blanche commandés par le Marquis de Mirepoix avec 50 hommes et ceux des Sieurs de Monssolens et de Mauléon, chacun avec 50 amis et parents. À sa droite attaque le régiment de Vitry commandé par le Sieur de Clermont-Verpilliard, celui du Sieur de Mervielle, celui du Sieur de Vallac soutenu par les gardes du Duc d'Hallwin commandés par le Sieur Dandonville, une compagnie de mousquetaires à cheval de Toulouse commandée par le Sieur de Casel, la compagnie des chevaux-légers du Sieur de Boissac commandée par le Duc d'Hallwin, la compagnie du Sieur de Sainte-Croix, et celles des Sieurs de Saussan et de Malves avec chacun une compagnie de quarante maîtres. Finalement, en réserve restaient les troupes des communes de Lodève, Ganges et des Cévennes et la compagnie de cavaliers du Sieur de Spondillan avec 50 maîtres. 
Le premier à entrer au contact des positions espagnoles a été le Marquis d'Ambres. Le Marquis de Saint-Aunetz (fils du Sieur du Barri) ne peut s'introduire dans le fort de Cervellón et est repoussé avec de fortes pertes. Cependant, les quatre autres attaques connaissent le succès. Les Français s'introduisent premièrement dans le camp par les positions du tercio du Marquis d'Oropesa, qui s'est débandé. Les capitaines du tercio et les quelques troupes qui sont restées avec eux pour maintenir les positions abandonnées par leurs soldats, ont été réduits au silence. Une fois les Français entrés dans le camp, la cavalerie espagnole essaie de les repousser. Cependant, l'intérieur du camp espagnol était réduit et les soldats n'ont pu utiliser la tactique de la caracola. L'infanterie française a réussi à résister avec l'aide des enfants perdus du Sieur d'Argencourt qui s'étaient introduits en petits groupes à l'intérieur du camp. Pendant ce temps, les Français aménagent des passages pour la cavalerie au travers des tranchées. Ainsi, la cavalerie, qui commence à pénétrer à l'intérieur de la fortification, est suivie par la compagnie des gens d'armes de Boissac et par 400 à 500 cavaliers commandés par le Mestre de Camp Terrasse. La cavalerie française a chargé la cavalerie espagnole et l'a défaite.
Ensuite, l'infanterie espagnole, avec devant le régiment du Comte Duc qui était sorti du fort de Cervellon, a chargé les Français encore désorganisés par leur affrontement avec la cavalerie espagnole. Malgré tout, l'infanterie française, avec l'aide de la cavalerie, repousse l'attaque et oblige les troupes espagnoles à se réfugier juste devant le fort de Cervellon. Alors, les régiments de Vitry et de Languedoc, qui, dans l'obscurité de la nuit, ne savaient pas que les troupes espagnoles étaient sous la protection du fort, l'attaquent et subissent de fortes pertes à cause des tirs venus de l'intérieur du fort.
Malgré tout, l'attaque de la cavalerie française, avec la compagnie de Boissac (qui a été blessé dans l'affaire), Sainte-Croix, celle des gens d'armes du Duc d'Hallwin, la compagnie des chevaux légers du Sieur de Malves et les volontaires de Monsolens, d'Annibal de Pérault, de Clermont de Lodève, de Morangé, de Mirepoix, d'Aubijoux, de Montbrun, de Mense, de Bioule et François de Moustiers, comte de Mérinville, chargent 8 ou 10 fois le régiment du Comte Duc, qui était en train de se réorganiser à l'abri du fort.
Les deux adversaires étaient épuisés et se retirent sur leurs positions pour attendre l'arrivée du jour et continuer la lutte. En attendant, l'archevêque de Bordeaux réunit les régiments de Saint-Aunais et ceux des communes de Béziers et Castres, qui avaient été repoussés lors de leur attaque. Il s'introduit à l'intérieur du camp espagnol en renfort des Français qui luttaient là. La nouvelle de l'arrivée de renforts se répand au sein des troupes françaises et ensuite chez les Espagnols, qui, en apprenant la nouvelle, commencent à abandonner le camp.
Quand arrive le matin, les troupes françaises se sont rendu compte que les Espagnols avaient abandonné la lutte en traversant le grau (entrée de la mer dans l'étang) et avaient fui par la langue de sable entre l'étang et la mer. Cependant, quelques soldats espagnols étaient encore en vue près de l'étang. Dans le camp était restée toute l'artillerie. Quelque 200 hommes du régiment du Comte-Duc occupaient encore le fort de Cervellon. Au matin, ils ont été attaqués et il ne leur a été fait aucun quartier.

## Conséquences
Les troupes espagnoles avaient été repoussées du Languedoc alors qu'en Espagne, on faisait déjà des projets sur les objectifs une fois conquise Leucate. La perte de prestige a été très grande et la confiance mutuelle entre la Monarchie hispanique et la Catalogne a traversé une forte crise.
L'armée espagnole a subi les conséquences de la déroute de manière inégale. Le Tercio du Comte d'Orpesa avait vu son commandement pratiquement détruit, avec 11 de ses capitaines et son Maître de Camp décédés et 3 capitaines blessés, mais la majorité de la troupe avait pris la fuite. En revanche, d'autres tercios ont eu beaucoup moins de pertes, signe d'une faible résistance et d'une rapide retraite. Ainsi, le régiment du Comte-Duc a eu 3 capitaines décédés et 4 blessés, celui du Comte d'Aguilar 3 blessés et celui du Duc d'Osuna 6 blessés. La compagnie de Gérone, située au bord de la bande de mer, a eu son capitaine capturé et elle a été dispersée, laissant 14 morts et 40 blessés. La cavalerie espagnole a aussi souffert considérablement et à sa tête, le Duc de Ciudad Real et son fils le Comte d'Armayoma ont été sérieusement blessés ; 2 capitaines ont été tués et 4 blessés. Au total, les pertes espagnoles se sont élevées à environ 1 500 hommes tués, blessés et capturés. Une partie de l'artillerie, la caisse de l'armée ont été abandonnées. Douze étendards (10 drapeaux et 2 cornettes de cavalerie) ont été capturés. 
Les Français, de leur côté, ont de grandes pertes dans les rangs de la noblesse du Languedoc (Gentilshommes) et parmi eux Alexandre de Lévis, marquis de Mirepoix, qui est mort lors de la rencontre, ainsi que le comte d'Aubijoux, Georges d'Amboise, le Cavalier de Suze, le vicomte de Montfa et le Seigneur d'Autri. Au total, les Français ont eu environ 1 200 pertes. Ils ont annoncé avoir capturé 45 canons et 4 mortiers et dit que les Espagnols avaient jeté dans l'étang 25 canons de plus. Il est évident les Espagnols ne disposaient pas d'une artillerie aussi fournie et il est très douteux que dans la débandade qui s'est produite cette nuit, des canons aient été jetés dans l'étang. 
Le Duc d'Halwin a été nommé Maréchal de France avec le même nom -Schomberg- que celui qu'avait eu son père.
Une fois terminée la guerre des faucheurs, la forteresse de Leucate est devenue inutile et sur la proposition du Parlement du Languedoc, Louis XIV a fait détruire le château en 1665.